# Domènec González de la Rubia
Domènec González de la Rubia (Mèrida, 4 d'abril de 1964) és un compositor, director d'orquestra i pedagog. El 30 d'abril de 2004 fou nomenat president de l'Associació Catalana de Compositors, càrrec en el qual fou confirmat en 2008 i en 2012, i que continua exercint en l'actualitat.
González de la Rubia va cursar estudis musicals a Barcelona i a Bratislava (Eslovàquia). Ha estat director pedagògic de l'Escola Municipal de Música de Torroella de Montgrí i professor d'harmonia al Conservatori Superior de Música del Liceu. Ha rebut diversos premis i reconeixements. El 1987 va rebre una medalla en reconeixement de la seva tasca com a musicòleg per part de l'ajuntament de Bratislava. També ha rebut el 2008 el Premi Concerts Verds per a orquestra de Corda i el 2010 el Premi Amadeus de composició coral.
El 2016 va ser elegit president de la Federació d'Associacions Ibèriques de Compositors (FAIC), una federació que uneix a les agrupacions d'autors simfònics espanyols en una sola entitat a escala nacional i internacional.